# Исчезнувшие населённые пункты Свердловской области
Ниже представлен перечень упразднённых населённых пунктов Свердловской области (в современных границах области и муниципальных образований).

## Хронологический список
| Год   | Количество | Населённые пункты (в современных границах МО) |
| ----- | ---------- | --- |
| 2024  | 0          | ПРОЕКТЫ Ивдельский ГО (Пристань) Карпинский ГО (Каквинские Печи) |
| 2023  | 3          | Гаринский ГО (Татька, Киня); Каменский ГО (Травяны). |
| 2022  | 2          | ГО Богданович (Куртугуз); Слободо-Туринский район (Ерзовка). |
| 2020  | 10         | Берёзовский ГО (Молодёжный); ГО Верхняя Пышма (Глубокий Лог); Ивдельский ГО (Нагорный, Юрта Курикова); Кировградский ГО (Ломовский); МО «город Нижний Тагил» (Запрудный); Новолялинский ГО (Попов Лог, Разъезд 136 км); Таборинский МР (Антоновка); Талицкий ГО (Пульниково). |
| 2019  | 9          | МО Алапаевское (Бабушкино); Волчанский ГО (Макарьевка); ГО Верхняя Тура (Каменка-Геолог); ГО Краснотурьинск (Шихан); Невьянский ГО (Плотина, Холмистый); Полевской ГО (Подгорный); Пелымский ГО (Нерпья); Слободо-Туринский МР (Новая). |
| 2018  | 1          | Невьянский ГО (Горельский). |
| 2017  | 4          | Артёмовский ГО (Брагино); Байкаловский МР (Малая Менщикова); Тавдинский МО (Сергино); Шалинский ГО (Никитинка). |
| 2016  | 12         | МО Алапаевское (Швецова); Артёмовский ГО (Дальний Буланаш, Елховский, Каменка, Катковые Поля, Среднеборовской, Упор); Верхнесалдинский ГО (Второй); Пышминский ГО (Проселок); ГО Карпинск (Верхняя Косьва, Усть-Тыпыл); Таборинский МР (Посолка). |
| 2015  | 19         | ГО Верхотурский (Добрынина, Корчёмкина, Макарихина, Мызникова, Тренихина, Посёлок железнодорожного разъезда 99 км, Обжиг); Ирбитское МО (Мыс, Смолокурка, Соколовский); ГО Красноуральск (Промежуток); Красноуфимский округ (Новый Путь); ГО Нижняя Салда (Моховой); Туринский ГО (Дубровино, Кекорка, Красново, Санаево, Окунево, Яр). |
| 2013  | 4          | Ивдельский ГО (Верхний Пелым, Гарёвка, Тохта, Улымсос). |
| 2007  | 2          | ГО Краснотурьинск (Воронцовка).; Нижнетуринский ГО (Болтовое). |
| 2004  | 13         | МО Алапаевское (Бакарюка, Нижнеозерный); ГО Богданович (Поджуково); Ивдельский ГО (Бор, Глубинный, Лявдинка, Новошипичный, Пангур, Подгорный, Пыновка, Таёжный, Третий Северный, Юрта Пеликова). . |
| 2001  | 54         | Асбестовский ГО (Коммунальный, Осиновка); МО город Алапаевск (Болотная, Торфяник); МО Алапаевское (Бобровский, Октябрь); Ачитский ГО (Верх-Бисертский Ут, Горбунова); ГО Богданович (Жуково); ГО Верхотурский (Береговая, Ванюшина, Верхняя Баландина, Верхняя Карабаева, Вологина, Заплатина, Карпова, Кекур, Ключик, Лиханова, Новосёлова, Чернова); Гаринский ГО (Балакина, Верезово, Гайдукова, Дворникова, Ланцева, Назарова, Новая Пашня, Омуншош, Отынья, Ошмарья, Пашня (Зыковский сельсовет), Пашня (Кузнецовский сельсовет), Петрово 3-е, Рынта, Солдатка, Средний Анеп, Туман); Заречный ГО (Мезенский); Карпинский ГО (Шомпа); Байкаловский МР (Межевая, Орлова); Нижнесергинский МР (Кургатский, Ревдель); Новолялинский ГО (Владимировка, Разъезд 160 км, Красноярка, Крутая); Пышминский ГО (Киселёва); Слободо-Туринский ГО (Раздолье, Кадцина, Куликова); Шалинский ГО (Кашка, Козьял). |
| 1996  | 43         | МО Алапаевское (Карьер, Лопатова, Гаёво, Сидорова); Байкаловский МР (Макаровка, Манюшкина, Боталова, Пахомова, Стихина); Белоярский ГО (Измоденово, Участок-Исеть); ГО Богданович (Мартовка); Новолялинский ГО (Веселая, Кутузовка, Малиновка, Лубянка); Горноуральский ГО (Бобровка, Бутон, Нива, Салка, Старый Волковский, Урал, Утка); Пышминский ГО (Юрмач); ГО Сухой Лог (Указатель, Аверинка, Вырезка); Тавдинский ГО (Чигирень, Большое Сатыково, Елань, Михайловка, Тонкая Гривка, Тормоли 2-е, Веселая, Жиряково); Талицкий ГО (Боровушка, Данилова, Николаевка, Коновалова, Первомайский); Туринский ГО (Ветошкино, Алексеевка, Гусева, Мингалева). |
| 1988  | 1          | Таборинский МР (Тангупская) |
| 1986  | 1          | Каменский ГО (Бортникова) |
| 1985  | 1          | Новолялинский ГО (Злыгостева). |
| 1984  | 6          | ГО Богданович (Андрюшина, Комарова, Кишкина, Ляпустина, Махнёва, Москвина). |
| 1981  | 1          | Ирбитское МО (Голякова). |
| 1979  | 1          | ГО Верхотурский (Мостовая) |
| 1977  | 1          | Новоуральский ГО (Мазино) |
| 1976  | 78         | Ивдельский ГО(Собянино); Кировградский ГО (Столбяное); МО «город Нижний Тагил» (Илим); Новолялинский ГО (Малая Лата); Слободо-Туринский МР (Фролова, Ключи, Высокая, Ишкулка, Ларионова). Туринский район (Калугина, Касаткина(о), Кузнецы, Культики, Ново-Струина, Оброскова, Старо-Струина; д. Козлова, выс. Коряково, выс. Чернацкий, деревни Шумилова, Ясашное; деревни Березова, Гусева, пос. Каменка(ское), деревни Малая Камышенка, Прошкина(о); д. Сорокина, пос. Чубаровка; деревни Беляевка, Загнилое, Захаровка; деревни Коршай, Становая, Тахтарова(о), Турузбаевка, Усть-Киндейка, Чернособолка, Южный Хутор; деревни Кантыш(ева), Куртумова, Мишина(о), Сапалова, Старое Шишкино, Усольцы; деревни Зуево, Лахтино, Новая Петрова, Становая, Увельки; деревни Илясова, Продольная; деревни Еремка, Кораблик, пос. Куликово Поле, деревни Малая Сарагулка, Мешковка; деревни Колесы, Комарова, Маркова, Оськина, Дедюхино; поселки Дружинино, Новое Маркино, д. Панаева, поселки Подгорное, Пятистенка; деревни Александрийская, Береговая, Логовая, с. Николаевка(ское), д. Озерная; д. Лебедева; деревни Островная, Разумова, Ротанова, Чапышева, Шахмартова, Шестакова). Ачитский ГО (Ольховка) ГО Карпинск (Растесс) |
| 1972  | 8          | Гаринский ГО (Малые Гари, Носова); Каменский ГО (Поплыгина); Режевской ГО (Старые Кривки, Малое Клевакино, Новая Талица); Таборинский МР (Красная Горка); Туринский ГО (Красная Горка). |
| 1971  | 2          | Нижнетуринский ГО (Федино); |
| 1969  | 1          | Кушвинский ГО (Арбат) |
| 1967  | 2          | МО «город Нижний Тагил» (Романова); Шалинский ГО (Волегово). |
| 1962  | 2          | Каменский ГО (Четыркина, Кобылина) |
| 1961  | 1          | Каменский ГО (Тыгиш) |
| 1960  | 1          | Каменский ГО (Байнова) |
| 1957  | 1          | Каменский ГО (Волково) |
| ВСЕГО | 283        | |

Без точной даты
Красная Горка, Гари, Родина (урочище), Усть-Кыртымья, Ёмна, Ёмнинское, Кошня, Новоермаково, Каменка-Геолог, Вагильская, Гагарская, Заозёрная, Зуево, Кыртымья, Лупта, Лушниково, Неулька, Сотниково, Усть-Вагильская, Кашка, Коноваловка, Копчик, Луговая, Пермякова.